# Szentessy Gyula
Szentessy Gyula (Nagyvárad, 1870. december 18. – Budapest, 1905. október 30.) postahivatalnok, költő.

## Élete
Tanulmányait szülővárosában kezdte és Kolozsvárt folytatta, a felső osztályokat a budai katolikus főgimnáziumban végezte és a budapesti egyetemen jogot hallgatott. Bejárta gyalog Ausztriát és a Tátravidéket. A postához ment hivatalnoknak vidékre, de a fővárosba vágyakozott, azért kétszer is megvált állásától és 1885-ben apósa házába Vácra költözött; míg végre Budapestre helyezték át a postához. 1903-ban elmebajba esett és kivitték a lipótmezei őrültek házába.
Elbeszélése és költeményei vannak a Képes Családi Lapokban (1886., 1893-94); A verebek c. megdicsért költeménye a Kisfaludy Társaság Évlapjaiban (1901).

## Munkái
- A rajongó és egyéb költemények. Bpest, 1895. (Ism. Budapesti Szemle 87. k. Budapesti Hírlap 1896. 32. sz., Hazánk 1897. 206. sz. sat.).
- Ninon dalai. Uo. 1896. (Ism. A Hét 50., Nemzet 1897. 97. sz., Hazánk 206. sz. sat.).
- Gyári lányok és egyéb versek. Uo. 1898. (Ism. Egyetértés 175., M. Szemle 31., A Hét 29., Nemzet 1899. 10. sz. sat.).
- Válogatott költeményei 1893-1900. Uo. 1900. (Ism. Budapesti Hírlap 73., M. Kritika III. 15. Irodalmi Tájékoztató 1. sz.).
- Rezeda. Ujabb költemények. Uo. 1902. (Ism. Vasárnapi Ujság 27., P. Napló 315. sz.).
- Sz. Gy. összes költeményei. Életrajzzal Koroda Páltól. Uo. 1906. Fényny. arck.